# Nyékládháza (stacja kolejowa)
Nyékládháza (węg: Nyékládháza vasútállomás) – węzłowa stacja kolejowa w Nyékládháza przy Vasút utca, na Węgrzech.

## Linie kolejowe
- Linia kolejowa 80 Budapest – Hatvan - Miskolc - Sátoraljaújhely
- Linia 88 Nyékládháza – Mezőcsát

| Nyékládháza                                                                  |  |                                     |
| Linia kolejowa 80 Budapest – Hatvan – Miskolc – Sátoraljaújhely (169,000 km) |  |                                     |
| Emődodległość: 7,000 km                                                      |  | Miskolc Tiszai odległość: 13,000 km |
| Linia 88 Nyékládháza – Mezőcsát (0,000 km)                                   |  |                                     |
| Hejőkeresztúrodległość: 6,000 km                                             |  |                                     |